# 1978年9月16日月食
1978年9月16日月食为一次在协调世界时1978年9月16日出現的月全食。該次月食半影食分為2.332、全影食分為1.333。偏食維持了104分，全食維持40分。

## 概述
這次月食的食分是23.60，偏食維持了104分，全食維持40分。

## 基本參數
- 類型：月全食
- 食甚資料：
  - 日期：1978年9月16日
  - 時間：19:04
  - 月球位置：赤經23.60度、赤緯-2.3度
  - 食分：半影食分：2.332、全影食分：1.333
  - 持續時間：偏食104分、全食40分

## 相關文獻
- Vincent, J. V. . Monthly Notes of the Astronomical Society of Southern Africa. 1979, 38: 20–23. Bibcode:1979MNSSA..38...20V （英语）.
- Dubois, J.; Link, F. . The Moon and the Planets. 1980, 23 (1): 109–111  [2022-07-15]. Bibcode:1980M&P....23..109D. doi:10.1007/BF00897583. （原始内容存档于2022-07-15） （法语）.
- J. Bouška. . Acta Universitatis Carolinae - Mathematica et Physica. 1980, 21 (2): 13–17  [2022-07-15]. ISSN 0001-7140. （原始内容存档于2022-07-15） （英语）.

## 外部連結
- NASA月食專頁（页面存档备份，存于）（英文）